# Dick King-Smith

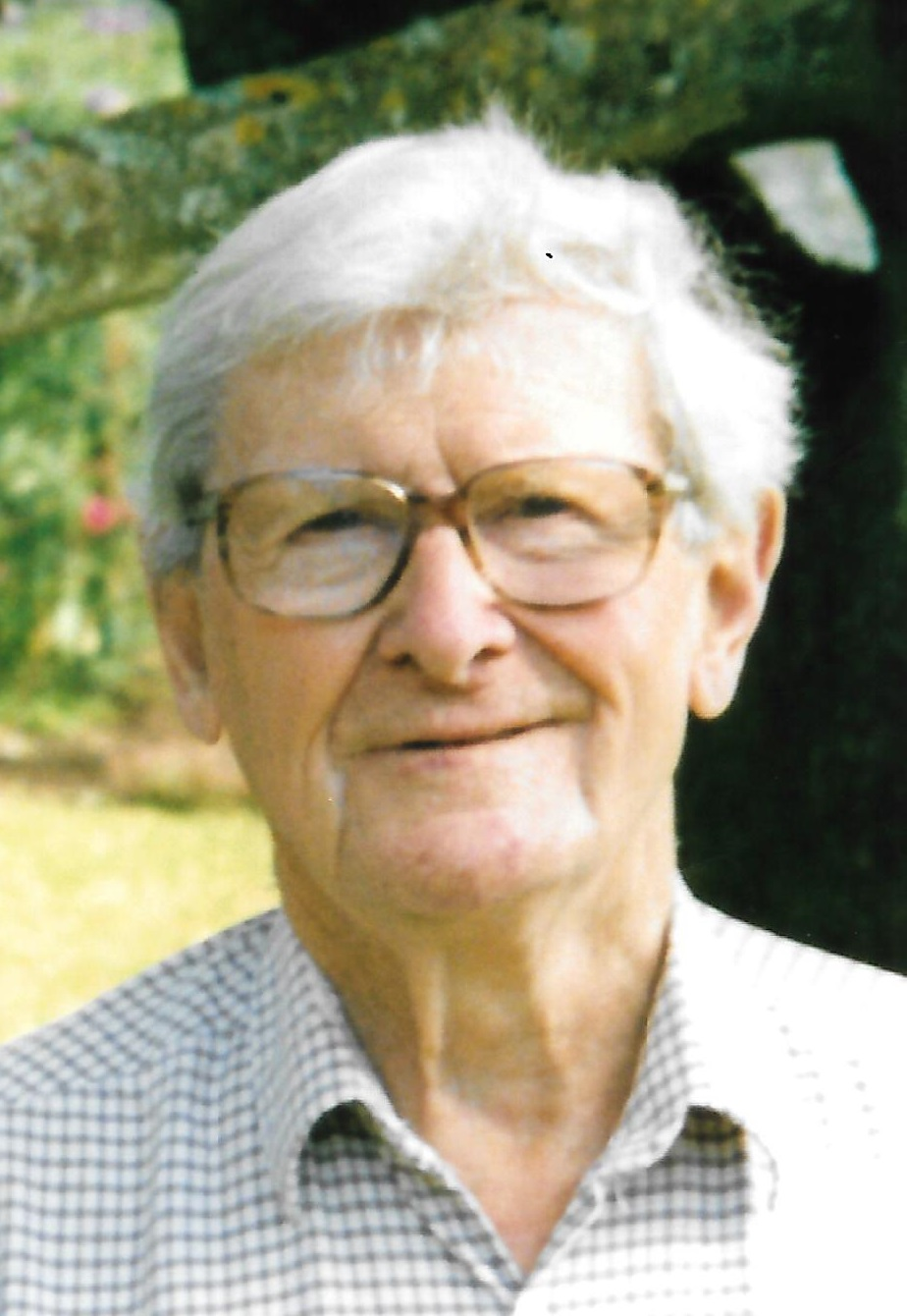
Dick King-Smith, 2002

Dick King-Smith, OBE (gebürtig: Ronald Gordon King-Smith; * 27. März 1922 in Bitton, Gloucestershire, England; † 4. Januar 2011 in Bath) war ein britischer Kinderbuchautor.

## Leben
King-Smith war lange Zeit Farmer, bis er ein Lehramts-Studium an einer Pädagogischen Hochschule absolvierte und dann an einer Dorfschule unterrichtete. Sein international bekanntestes Buch ist Schwein gehabt, Knirps! (The Sheep-Pig, 1983), das unter dem Titel Ein Schweinchen namens Babe (Babe, 1995) mit großem Erfolg verfilmt wurde. Eine weitere Kinoadaption war Mein Freund, der Wasserdrache (The Water Horse: Legend of the Deep, 2007), die auf seinem Buch Das kleine Seeungeheuer (The Water Horse, 1990) basiert.

## Werke
- The Fox Busters, 1978 (dt. Nie wieder Hühnchen!, Aarau, Frankfurt am Main und Salzburg 1979, ISBN 3-7941-1946-0)
- Daggie Dogfoot, 1980 (dt. Der Willi ist kein Mickerling, Aarau, Frankfurt am Main und Salzburg 1982, zuletzt 1995 unter ISBN 3-596-80007-2)
- Magnus Powermouse, 1982
- The Queen's Nose, 1983 (dt. Die Nase der Queen, Frankfurt am Main 1997, zuletzt unter ISBN 3-596-80137-0)
- The Sheep-Pig, 1983 (dt. Schwein gehabt, Knirps!, Ravensburg 1986, zuletzt 1996 unter ISBN 3-596-80103-6)
- Saddlebottom, 1985
- Noah's Brother, 1986
- The Hodgeheg, 1987
- Tumbleweed, 1987
- Farmer Bungle Forgets, 1987
- Friends and Brothers, 1987 (dt. Sei nicht dumm, Charlie, Wien und München ca. 1990, ISBN 3-224-11145-3)
- Cuckoobush Farm, 1987
- George Speaks, 1988
- The Mouse Butcher, 1988
- Emily's Legs, 1988
- Water Watch, 1988
- Dodo Comes to Tumbledown Farm, 1988
- Tumbledown Farm – The Greatest, 1988
- The Jenius, 1988
- Sophie
  - Sophie's Snail, 1988 (dt. Sophies Schnecke, Frankfurt am Main 1998, ISBN 3-596-80245-8)
  - Sophie Hits Six, 1991
  - Sophie's Tom, 1991 (dt. Sophies Kater, Frankfurt am Main 1998, ISBN 3-596-80246-6)
  - Sophie in the Saddle, 1993
  - Sophie Is Seven, 1994
  - Sophie's Lucky, 1995
- Alice And Flower And Foxianna, 1989
- Beware of the Bull, 1989
- The Toby Man, 1989 (dt. So ein Räuber!, Aarau, Frankfurt am Main und Salzburg 1992, ISBN 3-7941-3541-5)
- Dodos Are Forever, 1989
- The Trouble with Edward, 1989
- Jungle Jingles, 1990
- Ace: The Very Important Pig, 1990 (dt. Ein Schweinchen namens Kreuz-Ass, Frankfurt am Main 1997, ISBN 3-596-85022-3)
- Blessu, 1990
- Paddy's Pot of God, 1990
- Alphabeasts, 1990
- The Water Horse, 1990 (dt. Das kleine Seeungeheuer, Frankfurt am Main 2000, ISBN 3-596-80299-7; zuletzt unter dem Titel Mein Freund, der Wasserdrache, Frankfurt am Main 2008, ISBN 978-3-596-80809-0)
- The Whistling Piglet, 1990
- The Jolly Witch
  - The Jolly Witch, 1990
  - Mrs. Jollipop, 1996
  - Mrs. Jolly's Brolly, 1998
- The Cuckoo Child, 1991
- The Guard Dog, 1991
- Martin's Mice, 1991 (dt. Spatz und Maus, Aarau, Frankfurt am Main und Salzburg 1992, ISBN 3-7941-3406-0)
- Lightning Strikes Twice, 1991
- Caruso's Cool Cats, 1991
- Dick King-Smith's Triffic Pig Book, 1991
- Find the White Horse, 1991
- Horace and Maurice, 1991
- Lady Daisy, 1992
- Pretty Polly, 1992
- Dick King-Smith's Water Watch, 1992
- The Finger Eater, 1992
- The Ghost At Codlin Castle And Other Stories, 1992
- Super Terrific Pigs, 1992
- The Invisible Dog, 1993
- All Pigs Are Beautiful, 1993 (dt. Mein Schwein lacht, Frankfurt am Main 1994, ISBN 3-8218-3644-X)
- The Merrythought, 1993
- The Swoose, 1993
- Uncle Bumpo, 1993
- Dragon Boy, 1993
- Horse Pie, 1993
- Harry's Mad, 1993
- Connie and Rollo, 1994
- The Schoolmouse, 1994
- Triffic: A Rare Pig's Tale, 1994
- Mr. Potter's Pet, 1994
- Harriet's Hare, 1994
- The Excitement of Being Ernest, 1994
- I Love Guinea Pigs, 1994
- Three Terrible Trins, 1994
- Happy Mouseday, 1994
- Bobby the Bad, 1994
- The Clockwork Mouse, 1995
- King Max, 1995
- Omnibombulator, 1995
- The Terrible Trins, 1995
- Warlock Watson, 1995
- All Because of Jackson, 1995
- The Stray, 1996
- Clever Duck, 1996
- Dirty Gertie Macintosh, 1996
- Smasher, 1996
- Godhanger, 1996
- King Max the Last, 1996
- Winter Wonderland, 1996
- Treasure Trove, 1996
- Mixed-up Max, 1997
- What Sadie Saw, 1997
- The Spotty Pig, 1997
- A Mouse Called Wolf, 1997 (dt. Wolfgang Amadeus Maus, Frankfurt am Main 1999, ISBN 3-596-80550-3)
- Robin Hood And His Miserable Men, 1997
- Thinderella, 1997
- Puppy Love, 1997 (dt. Hunde-Liebe, Aarau, Frankfurt am Main und Salzburg 1998, ISBN 3-7941-4242-X)
- The Merman, 1997
- Round About 5, 1997
- My animal friends (dt. Tierisch gute Freunde. 31 wahre Geschichten, Aarau, Frankfurt am Main und Salzburg 1997, ISBN 3-7941-4121-0)
- Mr Ape 1998
- How Green Was My Mouse, 1998
- The Big Pig Book, 1998
- Creepy Creatures Bag, 1998
- The Robber Boy, 1998
- Pig in the City, 1998
- The Crowstarver, 1998
- Charlie Muffin's Miracle Mouse, 1999
- The Witch of Blackberry Bottom, 1999
- Babe's La-La-bye, 1999
- Dinosaur School, 1999
- Poppet, 1999
- The Roundhill, 2000
- Spider Sparrow, 2000
- Just in Time, 2000
- The Magic Carpet Slippers, 2000
- Julius Caesar's Goat, 2000
- Mysterious Miss Slade, 2000
- Billy the Bird, 2000
- Lady Lollipop, 2000 (dt. Prinzessin Penelope und das Schwein Lollipop, Frankfurt am Main 2003, ISBN 978-3-596-80407-8 oder ISBN 3-596-80407-8)
- Back to Front Benjy, 2001
- The Great Sloth Race, 2001
- Fat Lawrence, 2001
- Funny Frank, 2001
- Chewing The Cud, 2001
- Titus Rules!, 2002
- Billy the Bird, 2002 (dt. Pssst – Freddy fliegt, Frankfurt am Main 2002, ISBN 3-596-80512-0)
- Story Box, 2002
- The Golden Goose, 2003
- Traffic, 2003
- Clever Lollipop, 2003
- The Adventurous Snail, 2003
- The Nine Lives of Aristotle, 2003
- Aristotle, 2003 (dt. Aristoteles, Hamburg 2004, ISBN 978-3-492-24589-0 oder ISBN 3-492-24589-7)
- Just Binnie, 2004
- The Catlady, 2004
- Under the Mishmash Trees, 2005
- Hairy Hezekiah, 2005
- Dinosaur Trouble, 2005
- Nosy, 2005
- The Mouse Family Robinson, 2007

## Verfilmung
- The Water Horse, deutscher Titel: Mein Freund, der Wasserdrache[2]

## Auszeichnungen
- 1984: Guardian Award für The Sheep-Pig (1983, dt. Schwein gehabt, Knirps!)
- 1998: Nestlé Smarties Book Prize für The Crowstarver
- 2010: Officer des Order of the British Empire